# Nikita Mikhalkov
Pour les articles homonymes, voir Mikhalkov.
Nikita Sergueïevitch Mikhalkov (en russe : Никита Сергеевич Михалков), né le 21 octobre 1945 à Moscou (alors en Union soviétique), est un réalisateur, acteur et producteur de films russe.
Cinéaste plébiscité des années 1970 aux années 1990, ses films remportent plusieurs prix prestigieux parmi lesquels un Oscar, un Lion d'honneur et divers récempenses au festival de Cannes. Sa carrière connaît moins de succès au début du XXIe siècle[réf. nécessaire], alors qu'il dirige l'Union des cinéastes russes, avant de la quitter. Son soutien de l'invasion de l'Ukraine par la Russie et sa propension à « diffuser la propagande russe » font qu'il soit l'objet de sanctions de la part de tous les pays de l'UE, du Canada, de l'Ukraine et de la Suisse.
Il est le fondateur, en 2002, du prix de l'Aigle d'or, décerné chaque année par le cinéma russe.

## Biographie

### Enfance
Né le 21 octobre 1945 à Moscou, Nikita Sergueïevitch Mikhalkov (en russe : Никита Сергеевич Михалков) est le frère du réalisateur Andreï Kontchalovski et le fils de Sergueï Mikhalkov, un poète soviétique célèbre, auteur des paroles de l'hymne de l'Union soviétique (sous Staline), ainsi que des paroles du nouvel hymne national de la Russie (à l'initiative de Vladimir Poutine).
Sa mère est l'écrivain Natalia Kontchalovskaïa. Il est le petit-fils du peintre Piotr Kontchalovski du mouvement Mir Iskousstva, et l'arrière-petit-fils du peintre Vassili Sourikov.

### Carrière

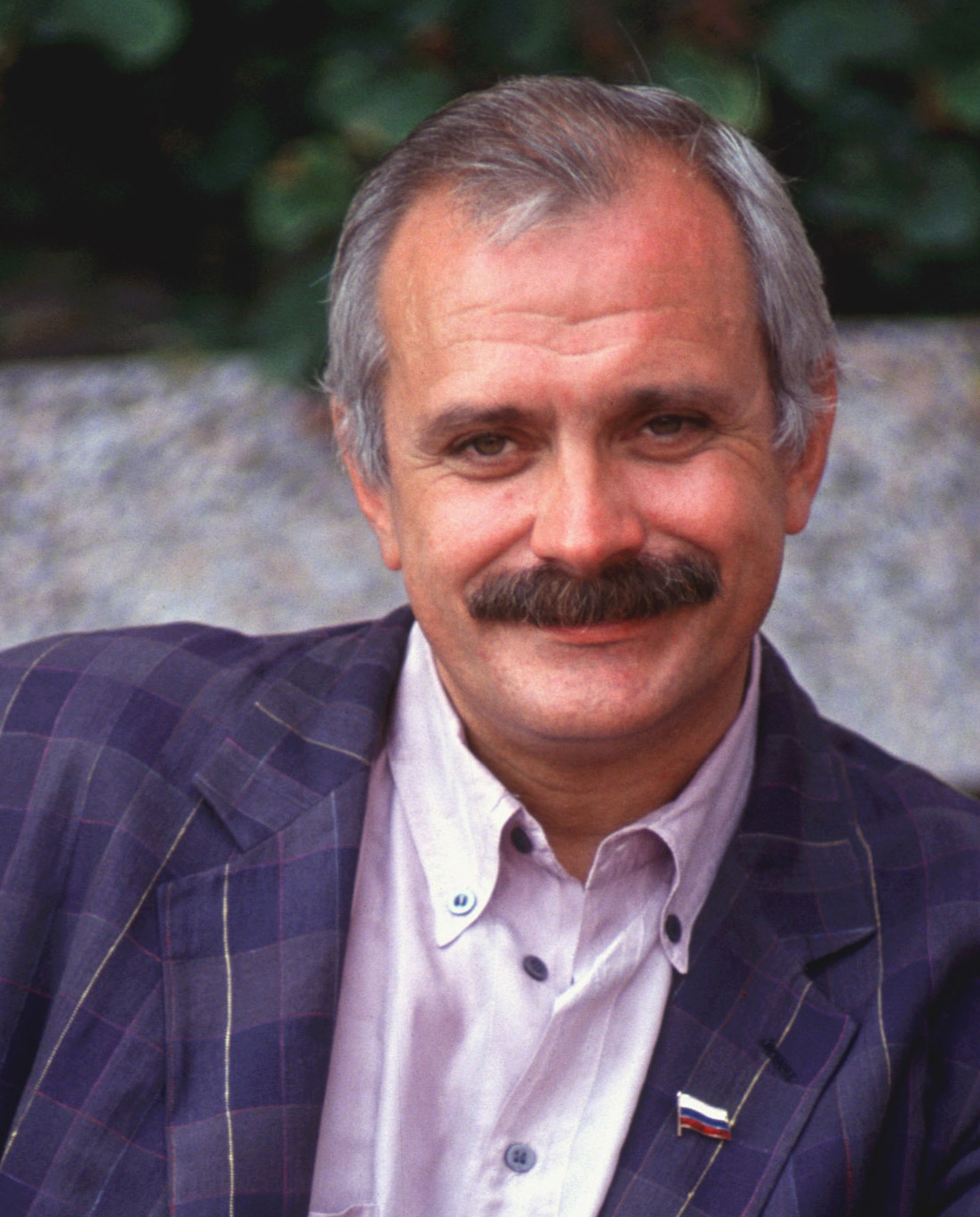
Nikita Mikhalkov en 1990.

Il étudie au Théâtre d'art de Moscou puis au Théâtre Vakhtangov. Alors qu'il est encore étudiant, il fait ses débuts au cinéma, à l'âge de 18 ans, dans le film Je m'balade dans Moscou réalisé par Gueorgui Danielia en 1963. Il apparaît aussi dans le rôle de prince Nelidov dans le film de son frère Un nid de gentilshommes (1969) adapté du roman éponyme d'Ivan Tourgueniev.
Tout en poursuivant son métier d'acteur, il entre à l'Institut national de la cinématographie où il étudie la réalisation avec Mikhail Romm. Il tourne ses premiers courts métrages : Devotchka i vechtchi, And I Go Home et Une journée tranquille à la fin de la guerre (ce dernier étant son film de fin d'études). En 1974, il réalise son premier long métrage Le nôtre parmi les autres, un ostern dont il coécrit le scénario avec Edouard Volodarski. Influencé par la culture classique russe tout au long d'une œuvre marquée par des images fastueuses et épiques, il réalise Partition inachevée pour piano mécanique (1976), qui s'inspire de trois nouvelles et d'une pièce (Platonov) d'Anton Tchekhov. Le film remporte la Coquille d'or au Festival de Saint-Sébastien en 1977. En 1979, il réalise Quelques jours de la vie d'Oblomov, adapté du roman Oblomov d'Ivan Gontcharov, écrit en 1859. Mikhalkov est régulièrement ennuyé par la censure soviétique.
Après Cinq Soirées (1979) et La Parentèle (1981), il réalise Les Yeux noirs, inspiré de plusieurs histoires courtes de Tchekhov. Pour ce film, Marcello Mastroianni remporte le Prix d'interprétation masculine au Festival de Cannes 1987. Avec Urga qui relate la rencontre entre un berger mongol et un camionneur russe, il reçoit le Lion d'or à la Mostra de Venise 1991. Anna 6-18 est un documentaire sur sa fille, de son enfance à l'âge adulte. Avec Soleil trompeur (1994), dont l'action se déroule pendant les Grandes Purges des années 1930 et dans lequel il se met en scène auprès d'Oleg Menchikov et de sa jeune fille Nadejda Mikhalkova, le réalisateur obtient le Grand Prix du Jury au Festival de Cannes 1994 et l'Oscar du meilleur film étranger en 1995.
Il signe ensuite la réalisation du Barbier de Sibérie (1998), avec de nouveau Oleg Menchikov mais également Julia Ormond, ainsi que du remake de Douze hommes en colère de Sidney Lumet, transposé en Russie (12, 2007). En 2010, il présente en compétition au 63e Festival de Cannes Soleil trompeur 2, la suite de Soleil trompeur.
Parallèlement à sa carrière de réalisateur, Mikhalkov préside la Société des réalisateurs russes et dirige le Festival international du film de Moscou depuis 2000. Il est à l'origine de la création en 2002 de l'Aigle d'or récompensant le meilleur film russe (il remporte d'ailleurs ce prix en 2007 avec 12).
Situé à la droite extrême de l'échiquier politique, Mikhalkov est critiqué dans son pays et certains de ses pairs jugent son cinéma passéiste et esthétisant. Son amitié affichée avec Vladimir Poutine lui vaut de nombreuses inimitiés dans le milieu culturel. La présentation à Cannes de Soleil trompeur 2 en 2010 est suivie d'une polémique touchant le metteur en scène, accusé par 97 réalisateurs russes pétitionnaires de despotisme, de détournement des aides publiques et de trop grande proximité avec l'exécutif dans sa gestion de l'Union des cinéastes russes. Il a également tourné une troisième suite au film. Pour le réalisateur dissident Andreï Smirnov, il s'agit de « deux films plus mauvais l’un que l’autre ». Nikita Mikhalkov a répondu à la critique d'« aller se faire foutre ».
Lors de la cérémonie d'ouverture des Jeux olympiques de Sotchi en 2014, Mikhalkov est choisi comme porte-drapeau de la délégation russe et réalise par ailleurs le film court projeté durant l'événement.
Il possède la chaîne de télévision Bessogone (Bannisseur des démons), consacrée à sa promotion personnelle. Il y parle notamment des « mensonges de l'Occident ». Il possède également une fortune dans la vigne, l'immobilier, le matériel forestier et la production de diamants. En janvier 2024, BesogonTV est supprimé de Youtube.
Directeur de l'Académie de l'art théâtral et cinématographique, il a démissionné en 2017 du Fonds de soutien au cinéma russe, critiquant son intrusion, selon lui, par des libéraux et « russophobes ». Par ailleurs, certaines personnes notent que son influence diminue dans les cercles du pouvoir poutinien.
En 2022, il appelle à l’inclusion de l’Ukraine et de la Biélorussie dans la « Russie idéale ». Il recommande alors le film intitulé Crimée (2017) réalisé par Alexei Pimanov avec le soutien du ministère russe de la défense, qui fournit une interprétation russe de l’annexion de la péninsule.
Le vendredi 16 décembre 2022, le cinéaste est visé par le neuvième paquet de sanctions européennes. Son nom rejoint la liste noire des 1 386 individus interdits de visas, et dont les avoirs dans l’Union européenne sont saisis.

## Entrepreneur
Depuis 2009, Nikita Mikhalkov et son partenaire d'affaires Konstantin Tuvykin ont organisé une entreprise viticole en Italie. Le vignoble d'environ 100 hectares, situé en Toscane, emploie des vignerons locaux. La marque de vin porte le nom de l'un des films de Nikita Mikhalkov «12». Le réalisateur a admis qu'il aime beaucoup la façon dont les sons de «douze» en Italien- " Dodici». Selon la compagnie aérienne Aeroflot, depuis décembre 2013, le vin Mikhalkov est apparu sur les vols qui suivent à Sotchi et à l'arrière.
Depuis 2007, Mikhalkov est membre du conseil d'administration de la banque «Renaissance».
Il détient 65,2 % de TRITE Studio LLC de Nikita Mikhalkov et 7,55 % de Bradbury Lab LLC (éditeur de logiciels). Il est également copropriétaire de la maison d'édition Siberian Barber. Depuis 2012, il est propriétaire de l'entreprise forestière Tyomino-Lesnoye LLC, qui loue environ 30 000 hectares de forêt dans le district de Pavlovsky (région de Nijni Novgorod), et de la société Tyomino-Pavlovskoye LLC, qui transforme le bois et fabrique des meubles et des composants pour sa production.. L'entreprise a été accusée par les écologistes de procéder à une déforestation sans restauration.
Mikhalkov détient également une participation dans l'une des plus grandes usines de traitement du diamant de Russie «Chelprom-Diamond» (marque «UralDiamond»). En novembre 2013, le FSB de Russie a ouvert une procédure pénale sur le fait de la vente illégale d'une usine de diamants à une entreprise étrangère d'un montant de 40 millions de roubles,.
Depuis 2015 — fondateur et propriétaire d'un établissement d'Enseignement privé de formation professionnelle supplémentaire " Académie des arts cinématographiques et théâtraux N. S. Mikhalkov».
En mai 2017, Mikhalkov est devenu copropriétaire du Studio d'animation Mercator Animation (avec Leonid Vereshchagin, Yulia Nikolaeva et Alexander Mitroshenkov). Le Studio est engagé dans la production de la série animée "super Rallye" et " Oncle Step et amis», publié sur la chaîne de télévision «Carousel " en 2020.
En septembre 2017, des informations sont apparues sur Internet selon lesquelles Nikita Mikhalkov envisage d'ouvrir son propre Barbershop appelé «Le Barbier de Siberie». La vidéo correspondante avec la participation du réalisateur lui-même est apparue sur une chaîne YouTube spécialement créée. Cependant, plus tard, Mikhalkov a déclaré que la nouvelle de l'ouverture du Barbershop est une blague dans le but de tester à quel point il est facile d'immerger le spectateur dans un monde fictif.
Selon la déclaration de revenus, pour 2017, Mikhalkov a gagné 529 millions de roubles.

## Opinions publiques et politiques
Au début des années 1990, Mikhalkov s'est activement impliqué dans la vie publique du pays. En 1991-1993, il a été conseiller du vice-président russe Alexandre rutsky pour les affaires culturelles.
Le 1er octobre 1993, au milieu de la confrontation entre Boris Eltsine et le Soviet suprême, Mikhalkov a publié un appel au président de la Commission mondiale pour le développement de la culture auprès de l'UNESCO, Perez de Cuéllar, dans lequel il appelait le Togo à contribuer à la tenue d'élections législatives et présidentielles anticipées en Russie et à influencer la position de la communauté internationale. Un jour plus tôt, il avait signé un " Appel de l'intelligentsia patriotique au peuple». Après la répression du Parlement russe et l'arrestation de rutsky Mikhalkov était le seul de l'entourage du vice-président, qui a pris la parole pour le soutenir.
En 1995, Mikhalkov a couru à la Douma d'Etat du parti " Notre maison-Russie». En 1999, il a participé à la campagne électorale de l'entrepreneur Boris Berezovsky, et en 2000, il a soutenu le général Vladimir shamanov lors des élections au poste de gouverneur dans la région d'Oulianovsk.
Lors de l'élection présidentielle de 1996, il a soutenu à plusieurs reprises Boris Eltsine,. Après 20 ans, Mikhalkov a déclaré qu'il ne regrette pas son soutien à Eltsine.
En 1999, lors du VII congrès, il est devenu membre du Présidium du parti «Notre maison-Russie»
En avril 2000, il a signé une lettre de soutien à la politique du président russe récemment élu Vladimir Poutine en Tchétchénie,.
Mikhalkov adhère aux croyances étatiques et monarchiques. Il est Co-président du conseil du mouvement zemski Russe et membre du Présidium du Concile populaire russe mondial. Le 6 février 2012, il a été officiellement enregistré en tant que confident du candidat à la Présidence de la Fédération de Russie Vladimir Poutine
Jusqu'en 2011, il a été président du conseil public du ministère de la défense de la Fédération de Russie
En mars 2011, Mikhalkov a déclaré que l'accident de la centrale nucléaire de Fukushima-1 est devenu une vengeance pour les japonais pour l'impiété,.
A assisté à la projection privée organisée par le ministère de la culture le film britannique "La Mort de Staline", après quoi il a publié une lettre ouverte appelant à révoquer temporairement sa carte d'identité
Lors de l'élection présidentielle de 2018, il était le confident de Vladimir Poutine.
En 2018, il était le confident du candidat à la mairie de Moscou Sergueï Sobianine.

### Lettre À Vladimir Vladimirovitch Poutine
Le 16 octobre 2007, Nikita Mikhalkov, en collaboration avec Zurab Tsereteli, Tair salakhov et Albert Charkin, a écrit une lettre au Président russe Vladimir Vladimirovich Poutine, dans laquelle «au nom de tous les représentants des professions créatives en Russie» l'a appelé à rester pour un troisième mandat présidentiel.La lettre a été publiée dans le " journal russe», l'organe de presse officiel du Gouvernement de la Fédération de Russie, et a provoqué une grande résonance. Premièrement, il appelait sans équivoque à une violation de la Constitution de la Russie, Deuxièmement, il était écrit au nom de «dizaines de milliers d'artistes et de personnalités de la culture et de l'art nationaux», qui ne donnaient guère à quatre auteurs de tels pouvoirs et, troisièmement, rappelait stylistiquement les appels de propagande de l'intelligentsia soviétique au parti communiste et au gouvernement de l'URSS.
... L'Académie russe des arts vous demande une fois De plus Que vous restiez à votre poste pour le prochain mandat, exprimant l'opinion de toute la communauté artistique de la Russie, de plus de 65 000 artistes, peintres, sculpteurs, graphistes, maîtres de l'art décoratif et appliqué, théâtral et décoratif, populaire…
...Cette lettre exprime la position des artistes non seulement de Moscou et de Saint-Pétersbourg, mais aussi des régions centrales de Russie, du Sud et du Nord, de l'Oural, de la Sibérie et de l'Extrême-Orient. Au cours du travail, nous devons rencontrer des gens de toutes les régions de la Russie et, nous vous assurons, ils sont Unis dans le désir Que vous restiez le chef de notre état…
...La politique d'état sage que vous avez menée a permis à la culture russe de retrouver une nouvelle vie…
...La jeunesse artistique qui se trouve souvent à l'avant-garde de toute la jeunesse russe et qui prend au sérieux l'avenir de la Russie, impensable sans vous en tant que président de notre pays…

... La Russie a Besoin de votre talent d'homme d'état, de votre sagesse politique. Nous vous demandons, Monsieur Vladimir Vladimirovitch, de prendre en considération nos espoirs pour votre décision positive.

### Soutien aux Serbes dans le conflit Yougoslave
En janvier 2008, Mikhalkov est arrivé en Serbie pour soutenir le candidat à la présidence serbe Tomislav Nikolic. Il a participé à une réunion de l'organisation de jeunes fondamentalistes orthodoxes Nomokanon, connue pour avoir nié les crimes de guerre commis par les Serbes entre 1992 et 1999. Mikhalkov a déclaré «" ici, ils parlent des droits des Albanais, mais nous sommes des adultes et nous comprenons qu'il y a vraiment une guerre avec l'orthodoxie, parce que l'orthodoxie est la principale force qui s'oppose au McDonald culturel et intellectuel»,

### Attitude à l'égard des événements liés à l'Ukraine
Le 31 août 2015, le Service de sécurité ukrainien a interdit à Nikita Mikhalkov et à dix autres personnalités culturelles russes d'entrer en Ukraine pendant cinq ans. L'entrée de Mikhalkov est limitée en tant qu'homme culturel, ce qui constitue une menace pour la sécurité nationale de l'Ukraine. Mikhalkov a déclaré: Modèle:Начало цитатыDans le cadre de la nouvelle que j'ai fermé l'entrée en Ukraine, je ressens le même sentiment que Sergei Mikhailovich Eisenstein, s'il avait été interdit d'entrer dans l'Allemagne fasciste en 1939.Modèle:Конец цитаты
Le 24 février 2022, Nikita Mikhalkov a plaidé pour la reconnaissance de la RPD et de la LNR par la Russie et a soutenu l'opération spéciale russe en Ukraine.
Le 23 mars 2022, la Lettonie a déclaré Mikhalkov et 24 autres personnalités culturelles russes «indésirables " dans le cadre de «soutien politique actif à l'agression de longue date des autorités russes contre l'Ukraine».
Le 7 janvier 2023, Mikhalkov est inclus dans la liste des sanctions de l'Ukraine,.

## Sur Internet
Le 9 mars 2011, Nikita Mikhalkov a enregistré dans le journal en Direct le compte nikitabesogon, qui en 2020 a été vendu à un autre utilisateur. Selon Mikhalkov, il a choisi un surnom du nom de son patron céleste Nikita Besogon (Nikita, chassant les démons). Le format de communication est devenu un Vlog. Dans le même temps, la chaîne «Besogon TV»a été enregistrée sur YouTube. Après que le compte a été annoncé par des blogueurs célèbres, le magazine Mikhalkov a gagné en popularité (en un mois, il a été Ajouté à des amis de plus de 6 mille utilisateurs) et par le nombre de vues était dans le top dix du classement. Dans les vidéos, Mikhalkov a répondu aux questions des utilisateurs, a réfuté diverses, à son avis, des informations fausses sur Internet, en diffusant diverses théories conspirationnistes. En mai 2011, il a commencé une page dans le réseau social «Vkontakte».

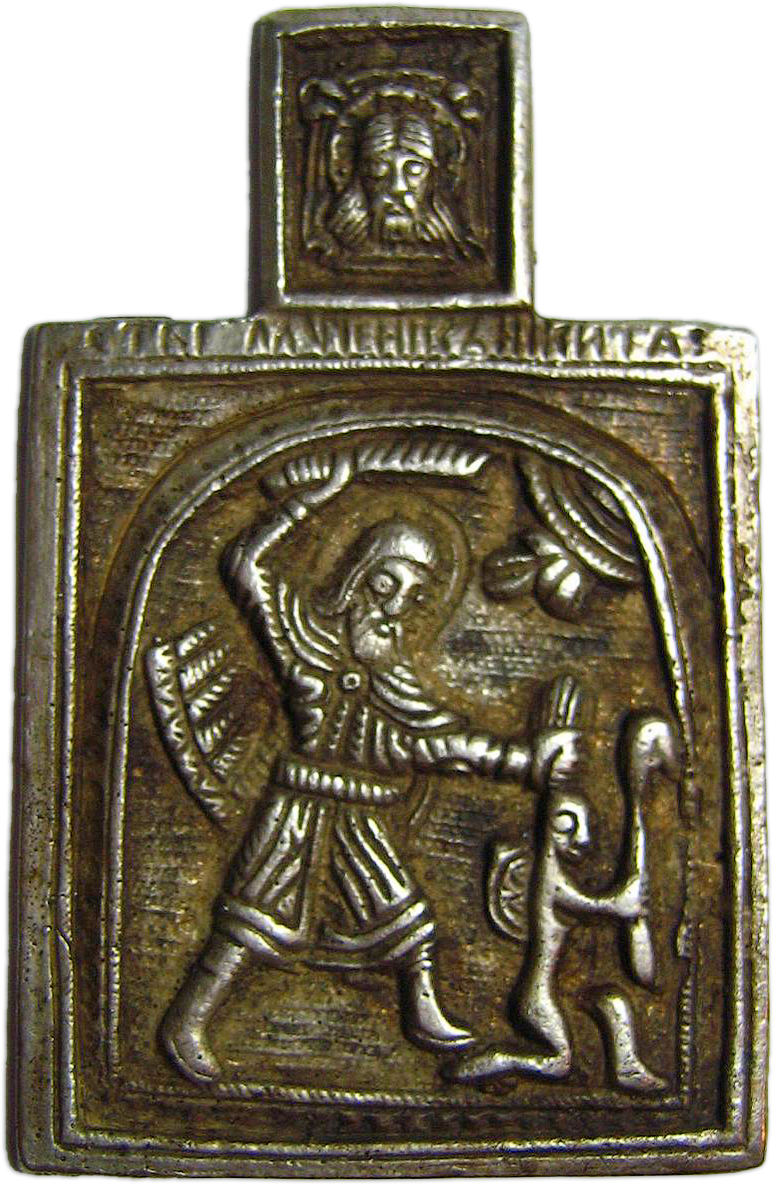
Logo du programme d'auteur «Besogon TV»

À l'avenir, sur cette base, le programme «Besogon TV» est né, qui, du 8 mars 2014 au 1er mai 2020, a été diffusé une fois par mois par la chaîne de télévision «Russia-24 " sans la rémunération de l'auteur et financière des créateurs. La chaîne de télévision n'a pas diffusé le programme à deux reprises:
- en décembre 2015, pour des raisons éthiques, le numéro consacré aux critiques du commentateur sportif de la chaîne de télévision «Match TV» Alexei andronov sur les «amateurs de novorossia et du monde russe» n'a pas été publié; en février 2016, le conflit a été réglé[54];
- en mai 2018, pour des raisons inconnues, un épisode sur les «difficultés de communication dans le monde moderne» et les «fonctionnaires qui n'entendent pas le peuple» a été retiré de l'antenne; dans le même temps, cette émission, dont la diffusion était prévue les 5 et 6 mai, a été diffusée deux fois par la chaîne de télévision le 4 mai[55].

Depuis le 20 janvier 2019, le programme «Besogon TV " est diffusé sur la chaîne de télévision «Spas».
Le 1er mai 2020, après une sortie intitulée " qui a l'état dans sa poche?"(sur les plans possibles de Bill Gates pour chipoter et tuer des gens sous le couvert de la vaccination) ses répétitions le week-end ont été retirés de la grille de diffusion de la chaîne de télévision «Russia-24». À l'avenir, Mikhalkov a cessé de coopérer avec cette chaîne de télévision, mais a continué à produire son programme sur YouTube. Depuis le 6 mars 2021, la diffusion du programme a repris, mais les émissions des années précédentes sont diffusées.
Le 21 octobre 2020, on apprend que le programme «Besogon TV» est parfois regardé par le président de la Fédération de Russie Vladimir Poutine.
En mars 2022, dans le contexte de l'invasion russe de l'Ukraine, l'Assistant du président et ancien ministre russe de la culture, Vladimir medinsky, a comparé la situation actuelle à la Confusion et a appelé à traduire «Besogon " en «un maximum de langues».
En août 2022, dans le contexte de l'invasion de l'Ukraine par la Russie dans son programme «Besogon TV», Mikhalkov a présenté comme le héros de l'ancien détenu Konstantin tulinov, mort en Ukraine. Les journalistes des médias russes ont découvert que tulinov avait été recruté dans le PMC «Wagner", et dans le centre de détention «Kresty» a participé à la torture de ses codétenus,. D'après les données Gulagu.net et Fontanka, tulinov était un militant des soi-disant «presse-Hut».
En janvier 2023, le nombre d'abonnés de la chaîne «Besogon TV " était de 1,47 million,.
Le 18 janvier 2024, l'hébergeur vidéo YouTube a bloqué la chaîne «Besogon TV " pour « ... violations multiples ou graves des règles de YouTube concernant les propos discriminatoires»,.

### Théories conspirationnistes
Dans l'émission de l'auteur «Besogon TV», Mikhalkov a Cité à plusieurs reprises diverses théories conspirationnistes,. Par exemple, dans le numéro «qui a l'état dans sa poche?», publié le 1er mai 2020 dans le cadre du blog vidéo «Besogon TV " sur l'hébergement vidéo Youtube, il a déclaré que les plans prétendument existants de Bill Gates pour réduire la population de la Terre par la vaccination contre COVID-19; sur le chipage au moyen de certaines vaccinations, avec lesquelles une personne peut se transformer en un robot contrôlé; que l'isolement à long terme et l'apprentissage à distance sont introduits, peut-être dans le but de créer une «dépendance numérique»chez les citoyens»,. Le journaliste et personnalité publique russe Ilya Varlamov a critiqué les déclarations de Mikhalkov sur le chipage:
Le "brevet 666 «s'appelle en fait»un système de crypto-Monnaie utilisant des données d'activité corporelle". "Microsoft" a breveté un système dans lequel un certain système de crypto-monnaie peut définir des tâches pour l'utilisateur et surveiller leur exécution à l'aide d'un gadget. (…)
Pourquoi Mikhalkov a-t-il pris cette nanochip qui est implantée dans le corps humain par le biais d'un vaccin? Ce sera plus un bracelet de fitness ou une lunette comme celle des gros écouteurs, ou une sorte de mini-caméra sur un ordinateur portable ou un casque VR qui surveillera le mouvement des pupilles.
Pourquoi Mikhalkov a-t-il pris que cette technologie soit obligatoire pour tous les 7 milliards de personnes vivant sur Terre? C'est une pure spéculation. Essaie de réfuter.

Pourquoi Mikhalkov a-t-il supposé que cette technologie serait jamais utilisée? En ce qui concerne les brevets, c'est une culture particulière en Amérique. Un grand nombre de grandes et de petites entreprises tentent de breveter n'importe quel non-sens, alors rivaliser avec qui combien avec qui va couper de l'argent. Cela oblige tout le monde à breveter littéralement tout.
En septembre 2020, Mikhalkov a partagé une théorie conspirationniste sur les manifestations en Biélorussie. Selon Mikhalkov, une partie des personnes sur les photos de l'action de protestation ont été dorisées à l'aide d'infographie, alors que Mikhalkov a déclaré qu'il pouvait être cru parce qu'il «le dit comme un professionnel».
En 2020, Mikhalkov a été nominé pour ses déclarations conspirationnistes publiques, à l'anti-prix "l'académicien d'Honneur a MENTI«, organisé par le projet" Anthropogenèse.RU» dans le cadre du forum scientifique et éducatif "les Scientifiques contre les mythes-13". Selon les résultats de la deuxième phase de l'anti-prix, qui s'est terminée par un vote populaire le 13 octobre 2020, Mikhalkov a pris la première place, mais selon les résultats de la cérémonie finale, tenue le 1er novembre 2020, a cédé la tête,, la figure russe du mouvement anti-vaccin Galina Chervonsky. Mikhalkov a reçu le "prix vroskar de l'Académie Vrunicheskaya du film" avec la formulation «pour le talent extraordinaire de réalisateur et d'acteur, visant à diffuser des idées délirantes».
Dans le numéro du 23 mai 2023 de «Vivre par le mensonge», Mikhalkov a promu la théorie marginale du complot lunaire. En mars 2024, il a déclaré que la cause de la mort d'Alexei Navalny était le vaccin Pfizer, qui a provoqué la rupture du thrombus.

## Critique
Un certain nombre d’actions de Nikita Mikhalkov ont reçu des critiques mitigées de la part de la société :
- Un certain nombre d’actions de Nikita Mikhalkov ont reçu des critiques mitigées de la part de la société :[82]. Des photos et des vidéos montrent Nikita Mikhalkov donnant un coup de pied au visage d'un des hooligans alors qu'il était fermement maintenu par les bras des gardes.[83].Marina Lesko a écrit dans le journal « Komsomolskaïa Pravda » qu'il s'est comporté « comme un noble - la plèbe ne sait même pas que seuls les égaux se battent "avec leurs poings", et Nikita s'est vraiment comporté comme un gentleman. »[84].
- En 2010, Mikhalkov a proposé au gouvernement d'instaurer des taxes compensatoires sur la production et l'importation de supports de stockage et d'appareils d'enregistrement audio-vidéo afin de financer les fonds de soutien culturel. Ces taxes s'élevaient à 5 roubles par support et à 0,5 % du coût de l'équipement, mais ne dépassaient pas 100 roubles et 10 000 roubles. Le projet de loi prévoyait la liste suivante de supports de stockage : bandes magnétiques, disques magnétiques, supports optiques, semi-conducteurs et autres, équipements dotés d'un dispositif d'enregistrement audio ou vidéo et utilisant des supports magnétiques, optiques ou semi-conducteurs (à l'exception des ordinateurs portables, des appareils photo et des caméras).[85]. En 2010, Rosokhrankultura a transféré à l'Union russe des détenteurs de droits d'auteur (RUCH), dirigée par Nikita Mikhalkov, le droit de collecter 1 % de la vente de tous les supports d'information audiovisuels au profit des détenteurs de droits. Plusieurs internautes ont organisé une campagne appelant à l'envoi d'un colis avec accusé de réception adressé à Mikhalkov, contenant des flans et six pièces d'une valeur de 5 kopecks, allusion aux 30 pièces d'argent bibliques.[86].
- En 2010, un certain nombre de médias[87] Des informations ont émergé selon lesquelles Nikita Mikhalkov prépare des poursuites judiciaires contre certains utilisateurs bien connus de LiveJournal (en particulier, Artemy Lebedev) pour avoir publié des caricatures des affiches de son film Soleil trompeur 2 (2010) sur leurs blogs.
- En mai 2012, une lettre signée par Nikita Mikhalkov et le compositeur Andreï Echpaï a été envoyée à la Douma d'État. Elle proposait d'introduire plusieurs amendements au Code civil (CC) concernant les droits d'auteur et les frais de distribution et d'écoute de contenus protégés. La Société des auteurs russes (RAO) allait exiger une part des revenus non seulement des cinémas, des chaînes de télévision et des stations de radio, mais aussi des propriétaires de tous les sites web des zones de noms de domaine .ru et .рф.[88].
- Pendant longtemps, Nikita Mikhalkov a été approché par le 37e exarque patriarcal de toute la Biélorussie, Philarète[89], personnalités publiques avec une demande d'aide pour la restauration de l'église Saint-Michel-Archange de la ville de Zembin (Biélorussie), gravement endommagée lors du tournage d'un épisode de guerre du film « Roll Call » (dans ce film, Mikhalkov jouait le rôle d'un conducteur de char qui a percuté l'autel de l'église avec un char T-34 et a traversé les sépultures du clergé derrière l'autel). Ces demandes sont restées sans réponse.[90].

### Hôtel dans la ruelle Maly Kozikhinsky
Le studio de Mikhalkov « TriTe » est le client de la démolition d'un certain nombre de bâtiments historiques de Maly Kozikhinsky Lane et de la construction d'un hôtel à leur place. Fin octobre 2010, les habitants ont adressé une lettre ouverte à Mikhalkov et à la mairie de Moscou pour protester contre la poursuite des travaux. Ils ont demandé une révision du projet, la réduction de la hauteur de l'hôtel, le refus de construire un garage souterrain et la reconstitution des façades historiques des bâtiments démolis.. L'artiste du peuple de la Fédération de Russie, Tatiana Dogileva, a pris une part active au piquetage sur le chantier.,. Le 8 décembre 2010, des habitants venus voir le préfet du district administratif central, parmi lesquels se trouvait Dogileva, ont été accusés d'avoir pris la préfecture. Le préfet a déclaré que la construction de l'hôtel Mikhalkov se poursuivrait.. Mikhalkov, à son tour, a menacé Dogileva d’exclusion de l’Union des cinéastes « pour non-paiement des cotisations »..

### Lumière clignotante
En 2010, lors d'une interview accordée à la chaîne REN-TV, lorsqu'on lui a demandé s'il était vrai qu'il conduisait avec un gyrophare, Nikita Mikhalkov a répondu : « Oui », « le gyrophare appartient au ministère de la Défense », et c'est grâce à lui qu'il a pu « se rendre sur le tournage du film Soleil trompeur 2 ». Il a ajouté : « Cela a toujours été comme ça et cela le sera toujours ! ».
En mai 2011, le réalisateur a contacté la direction du ministère russe de la Défense pour lui demander de le relever de son poste de président du Conseil public relevant de ce département. Il a justifié sa décision par son mécontentement quant à la qualité de l'organisation des défilés militaires du Jour de la Victoire en 2010 et 2011, la situation déplorable de l'enseignement militaire russe et la séparation de la société et de l'armée. Il a ainsi refusé tous les privilèges liés à ce poste, notamment le signal spécial de voiture. Cependant, une source au ministère de la Défense a déclaré à l'agence Interfax que Mikhalkov avait pris la décision de quitter le Conseil public après avoir été informé du retrait du signal spécial de sa voiture. Selon lui, « il est surprenant que le célèbre réalisateur ait exprimé sa désapprobation de la procédure d'organisation des défilés l'année dernière et cette année lorsque la question du gyrophare a été évoquée ».. Le 23 mai 2011, Komsomolskaïa Pravda a publié une lettre adressée au ministre de la Défense, Anatoli Serdioukov, le 16 mai, et signée par Nikita Mikhalkov. « Il s'agit d'une lettre privée que j'ai écrite au ministre de la Défense. J'ignore comment elle a pu sortir du département militaire et être relayée dans les médias. Je ne ferai aucun commentaire sur cette lettre, je souhaite connaître les réactions à cet appel », a déclaré le réalisateur.. Le 24 mai, Nikita Mikhalkov lui-même a démenti dans les pages du journal Izvestia les informations selon lesquelles son gyrophare allait de toute façon lui être retiré, ainsi que l'idée que sa démission de la présidence du Conseil public était une « manière élégante » de se débarrasser des critiques de la blogosphère. Il a déclaré : « Il n'y avait et il n'y a aucune raison formelle de retirer son gyrophare. Durant toutes ces années, mon chauffeur n'a reçu aucune plainte de la police routière. Quoi qu'il en soit, le gyrophare n'est pas dû à Mikhalkov, mais au président du Conseil public. Je le remettrai avec mon permis. » Il a également souligné qu'il avait du mal à imaginer que la « campagne hystérique dans la blogosphère » puisse influencer les décisions du ministère de la Défense : « Ce n'est pas le flash qui les irrite, mais ma personnalité. Sans flash, ils inventeront une bergeronnette, une pihalka ou n'importe quoi d'autre. Ils inventent des histoires comme quoi je disperserais des « vipères de combat » dans le domaine. ». Mikhalkov a également admis qu'en raison de l'absence de gyrophare, ses possibilités d'action pourraient être bien moindres. « Une autre question est de savoir à qui cela profitera », a-t-il déclaré lors d'une interview..
Le 29 mai, la voiture de Mikhalkov, désormais dépourvue de gyrophare, a été filmée à plusieurs reprises en train de foncer dans la voie opposée. Après la diffusion de la vidéo, la Direction de la sécurité routière a ouvert une enquête sur l'incident..

## Filmographie

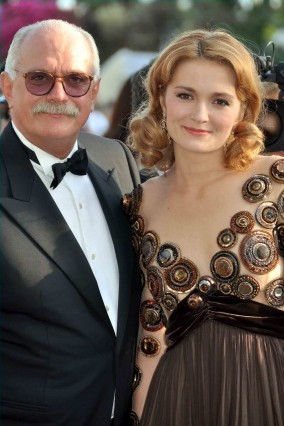
Nikita Mikhalkov et sa fille Nadejda au festival de Cannes 2010.

### Réalisateur

#### Courts métrages
- 1967 : La fille et les choses (ru)
- 1967 : Et ces lèvres et ces yeux verts... (ru)
- 1968 : Moi, je m'en vais chez moi (А я уезжаю домой)
- 1970 : Une journée tranquille à la fin de la guerre (Спокойный день в конце войны)

#### Longs métrages[100]
- 1974 : Le Nôtre parmi les autres (Свой среди чужих, чужой среди своих)
- 1976 : Esclave de l'amour (Раба любви)[101],[102]
- 1977 : Partition inachevée pour piano mécanique (Неоконченная пьеса для механического пианино)
- 1979 : Cinq soirées (Пять вечеров)[103]
- 1980 : Quelques jours de la vie d'Oblomov (Несколько дней из жизни И. И. Обломова)
- 1981 : La Parentèle (Родня)
- 1983 : Sans témoins (Без свидетелей)
- 1987 : Les Yeux noirs (Очи чёрные)
- 1990 : Auto-stop (Автостоп)
- 1991 : Urga (Урга — территория любви)
- 1993 : En se souvenant de Tchékhov (Вспоминая Чехова)
- 1993 : Anna  (Анна: от 6 до 18), documentaire
- 1994 : Soleil trompeur (Утомлённые солнцем)
- 1998 : Le Barbier de Sibérie (Сибирский цирюльник)
- 2007 : 12
- 2010 : Soleil trompeur 2 : L'Exode (Утомлённые солнцем 2: Предстояние)
- 2011 : Soleil trompeur 3 : La Citadelle (Утомлённые солнцем 3: Цитадель)
- 2014 : Coup de soleil (Солнечный удар)
- 2020 : Шоколадный револьвер (Chocolate Revolver)[104]

### Producteur
- 2007 : 1612
- 2020 : Fire (Огонь) d'Alexeï Noujny

### Acteur
- 1961 : Les Aventures de Kroch (Приключения Кроша, Priklyucheniya Krosha) de Genrikh Oganessian : Vadim
- 1963 : Je m'balade dans Moscou (Я шагаю по Москве, parfois intitulé Romance à Moscou) de Gueorgui Danielia
- 1966 : Une année aussi longue que la vie (Год как жизнь) de Grigori Rochal : Jules
- 1969 : Un nid de gentilshommes (Дворянское гнездо) d'Andreï Kontchalovski : le prince Nelidov
- 1976 : Esclave de l'amour (Раба любви)
- 1982 : Vols entre rêve et réalité (Полёты во сне и наяву) de Roman Balaïan : réalisateur
- 1984 : Romance cruelle (Жестокий романс) de Eldar Riazanov : Sergueï Paratov
- 1990 : Humiliés et Offensés (Униженные и оскорбленные), d'Andreï Echpaï
- 1994 : Soleil trompeur (Утомлённые солнцем) : Kotov
- 1998 : Le Barbier de Sibérie (Сибирский цирюльник) : tsar
- 2005 : Le Conseiller d'État (Статский советник) de Filipp Yankovsky : général Gleb Pojarski
- 2005 : Persona non grata (Персона нон грата) de Krzysztof Zanussi :  Oleg
- 2005 : Colin-maillard (Жмурки) de Alekseï Balabanov : Mikhalytch
- 2005 : Le Conseiller d'État (Статский советник) de Filipp Yankovsky : général Gleb Pojarski
- 2006 : Je n'ai pas mal (Мне не больно) d'Alekseï Balabanov : Sergueï Sergueïevitch
- 2006 : Le Don paisible (Tikhi Don) de Serge Bondartchouk : narrateur, mini-série
- 2007 : 12 de Nikita Mikhalkov
- 2010 : Soleil trompeur 2 : L'Exode (Утомлённые солнцем 2: Предстояние) : Kotov
- 2011 : Soleil trompeur 3 : La Citadelle (Утомлённые солнцем 3: Цитадель) : Kotov

## Distinctions

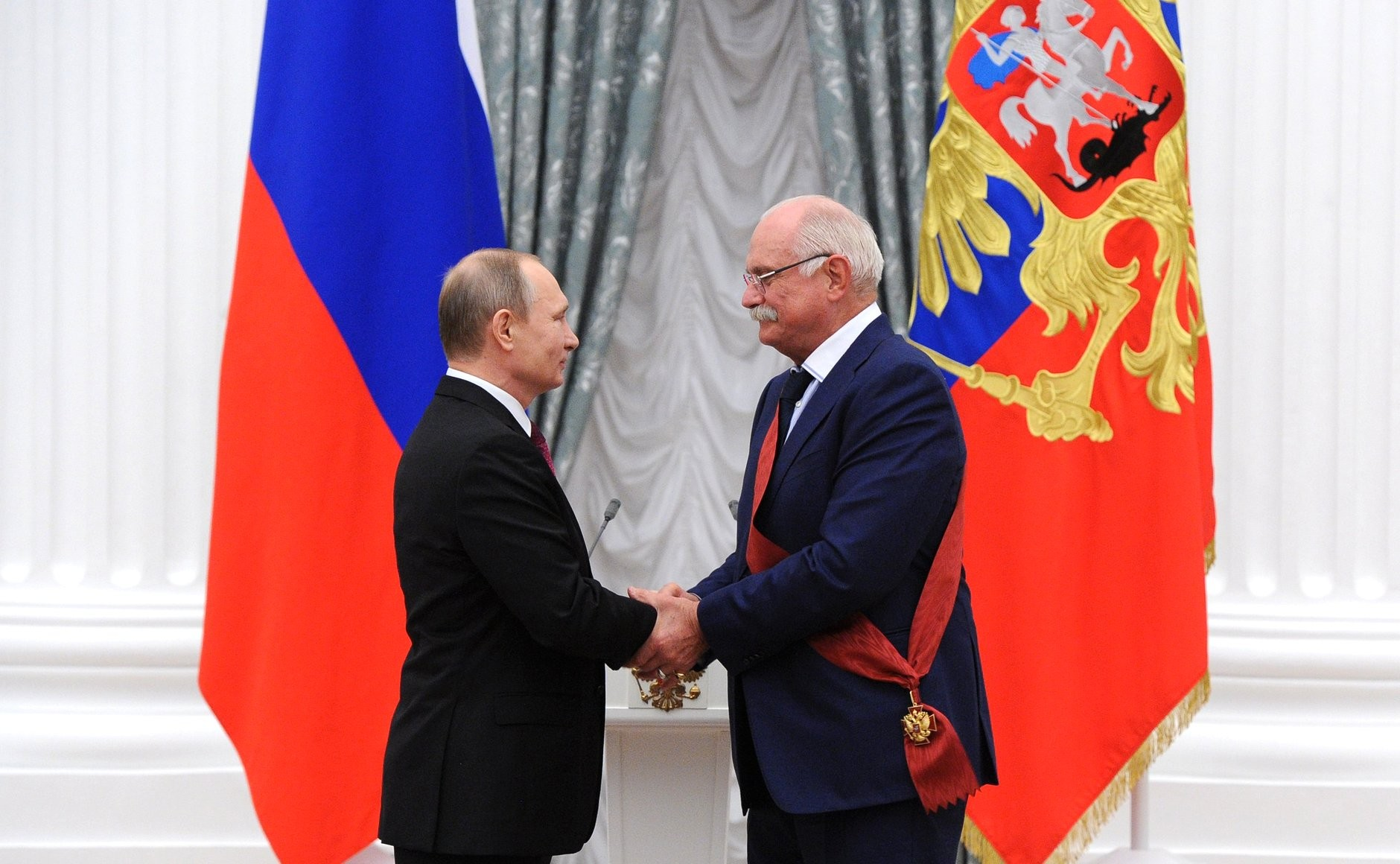
Le président Vladimir Poutine remet l'Ordre du Mérite pour la Patrie de 1e classe à Mikhalkov, le 10 décembre 2015.

Prix de l'URSS, de la Fédération de Russie et d'autres pays
- 1977 : Coquille d'or au Festival de Saint-Sébastien pour Partition inachevée pour piano mécanique
- 1978 : Prix du Komsomol
- 1991 : Lion d'or à la Mostra de Venise pour Urga
- 1992 : Officier de l'Ordre national de la Légion d'honneur[105]
- 1994 : Grand Prix du Jury au Festival de Cannes pour Soleil Trompeur
- 1994 : Commandeur de l'Ordre national de la Légion d'honneur
- 1995 : Oscar du meilleur film étranger pour Soleil Trompeur
- 1995 : Ordre du Mérite pour la Patrie de la 3e classe
- 1999 : Prix de Meilleur rôle masculin lors du Festival du cinéma russe à Honfleur pour son rôle dans Humiliés et offensés (Униженные и оскорбленные), 1990, de Andreï Echpai jr.
- 2004 : Chevalier grand-croix de l'Ordre du Mérite de la République italienne[106]
- 2005 : Ordre du Mérite pour la Patrie de la 4e classe
- 2005 : prix spécial de Kinotavr
- 2005 : Prix de Meilleur rôle masculin lors du Festival du cinéma russe à Honfleur pour son rôle dans Le Conseiller d'Etat (Статский советник), de Filipp Yankovski
- 2007 : Aigle d'or du meilleur film pour 12
- 2010 : Ordre de Saint-Serge de Radonège
- 2010 : Ordre du Mérite pour la Patrie de la 2e classe
- 2015 : Ordre du Mérite pour la Patrie de la 1re classe
  - Prix du gouvernement russe pour la culture (2 mars 2020) — pour le film « Going Vertical »[107]
  - « Héros du travail de la Fédération de Russie » (21 octobre 2020) - pour des mérites particuliers dans le développement de la culture nationale, de l'art et de nombreuses années de travail fructueux[108].
  - Prix du ministère de la Défense de la Fédération de Russie dans le domaine de la culture et de l'art (2021) - pour sa contribution au développement de la culture et de l'art nationaux[109].
  - Officier de la Légion d'honneur (France, 1992);
  - Commandeur de la Légion d'honneur (France), 1994)[110];
  - Chevalier Grand-Croix de l'Ordre du Mérite de la République italienne (Italie, 20 janvier 2004)[111],[112]
  - Médaille d'or « Pour le mérite de la culture Gloria Artis » (Pologne, 1er septembre 2005)[113];
  - Médaille d'or du mérite de la République de Serbie (Serbie, 2013) – pour des mérites particuliers dans les activités sociales et culturelles[114];
  - Médaille d'or du maire d'Erevan (Arménie, 2013)[115];
  - Ordre de l'Amitié (Azerbaïdjan, 20 octobre 2015) - pour des mérites particuliers dans le développement des liens culturels entre la République d'Azerbaïdjan et la Fédération de Russie[116];
  - Ordre de Saint-Étienne (Église orthodoxe serbe, Monténégro, 13 mai 2016) - pour une coopération à long terme dans le domaine de la culture et une contribution inestimable au soutien de l'esprit orthodoxe[117];
  - Ordre de Saint-Sava, 1re classe (Église orthodoxe serbe, 28 octobre 2024)[118].  Autres prix et titres
  - Ordre de Saint-Serge de Radonège, 1er degré (Église orthodoxe russe)
  - Ordre du jubilé « 1020 ans du baptême de la Rus' de Kiev » de l'Église orthodoxe ukrainienne (Patriarcat de Moscou) (2008)[119].
  - Ordre du Saint-Bienheureux Prince Daniel de Moscou, 1er degré (Église orthodoxe russe, 2015)[120].
  - Ordre de Saint-Séraphin de Sarov, 1er degré (Église orthodoxe russe, 2021)[121].
  - Médaille « En commémoration du 10e anniversaire du retour de Sébastopol à la Russie » (18 mars 2024) - pour contribution personnelle au retour de la ville de Sébastopol à la Russie..
  - Membre honoraire de l'Académie des arts de Russie[122]
  - Diplôme honorifique de la Douma de la ville de Moscou (16 décembre 2015) - pour services rendus à la communauté urbaine[123].
  - Doctorat honorifique en sciences de l'Académie internationale des sciences et des arts[124].
  - Insigne honorifique de l'Université d'État de Moscou (1995)[125].
  - Grand Prix du prix national « Russe de l'année » (Académie russe des affaires et de l'entrepreneuriat, 2005)[126].
  - « Personnalité de l'année dans le monde du cinéma » selon les résultats du IVe Prix national du monde du cinéma (Kinoexpo-2005).
  - Médaille Mikhaïl Tchekhov (Maison des Russes à l'étranger Alexandre Soljenitsyne, 2008).
  - Prix national « Culture impériale » nommé d'après Edouard Volodine pour services rendus à la culture russe (2009)[127].
  - Citoyen d'honneur de Belgrade (Serbie, 2015)[128],[129]
  - Prix national « Culture impériale » Édouard Volodine pour l'émission « Besogon » et le livre « Mes journaux 1972-1993. Ou était-ce un rêve ?» (2016)[130].
  - Prix Chostakovitch pour sa contribution à la culture musicale mondiale (2017)[131].
  - Prix « Légendes de Tavrida » (2020)[132].
  - Citoyen d'honneur de la région de Moscou (9 novembre 2023)[133].
  - Artiste honoré de la République tchétchène (2024)[134].
  - Prix spécial « Pour une contribution exceptionnelle au développement des arts du théâtre » du Prix national du théâtre « Masque d'or » (2025)[135].

Il est récipiendaire de plusieurs Ordres et décorations russes, parmi lesquels l'Ordre du Mérite pour la Patrie.
Il fait partie des huit porteurs du drapeau olympique à la Cérémonie d'ouverture des Jeux olympiques d'hiver de 2014, le 7 février 2014 à Sotchi.